# Добрень (Джурджу)
Добрень, Добрені (рум. Dobreni) — село у повіті Джурджу в Румунії. Входить до складу комуни Верешть.
Село розташоване на відстані 22 км на південний схід від Бухареста, 43 км на північний схід від Джурджу.

## Населення
За даними перепису населення 2002 року у селі проживали 2340 осіб.
Національний склад населення села:
| Національність | Кількість осіб | Відсоток |
| -------------- | -------------- | -------- |
| румуни         | 1344           | 57,4%    |
| цигани         | 995            | 42,5%    |

Рідною мовою назвали:
| Мова      | Кількість осіб | Відсоток |
| --------- | -------------- | -------- |
| румунська | 2054           | 87,8%    |
| циганська | 285            | 12,2%    |